# Tuyến tính hóa siêu lớp C3
Trong điện toán, tuyến tính hóa siêu lớp C3 là một thuật toán được sử dụng chủ yếu để đạt được thứ tự theo đó các phương thức nên được kế thừa với sự có mặt của  đa thừa kế. Nói cách khác, đầu ra của tuyến tính hóa siêu lớp C3 là một thứ tự độ phân giải phương pháp xác định MRO
Tác giả đã sai với class Z (k1, k3, k2) -> L (z) = [z] + Hợp nhất (L (K1), L (k2), L (k3), [k1, k2, k3])
1. Cụ thể trong phần ví dụ example....

Do đó, nó cần được sửa L (z) = [z] + Hợp nhất (L (K1), L (k2), L (k3), [k1, k3, k2]) Được chú ý bởi Chu Xuân Tình 